# Elivagar Flumina
Elivagar Flumina est à ce jour l'unique bassin fluvial formellement identifié à la surface de Titan, satellite naturel de Saturne.

## Géographie et géologie
Situé par 19,3° N et 78,5° W, Elivagar Flumina se trouve dans une zone claire à l'extrémité occidentale de Fensal, au nord de Xanadu et à l'est du grand cratère Menrva.
Quatre grands chenaux (ayant eux-mêmes une structure dentritique) et trois plus petits prennent naissance à une quinzaine de kilomètres à peine du bord extérieur sud-est de Menrva, et s'écoulent vers le nord-est sur près de 200 km en direction d'une région dont l'apparence au radar prolonge exactement celle des chenaux eux-mêmes en prenant assez nettement la forme d'une zone de dépôts lacustres d'environ 250 × 150 km (et peut-être davantage car cette formation sort de la zone couverte par le radar de Cassini).
Un champ de dunes est nettement visible au nord-est de cette structure, dont elle recouvre partiellement la surface, ce qui signifie que le dépôt lacustre lui-même est peut-être encore davantage étendu sous cette couche de matériaux superficiels apportés par les vents.